# Kihon
Kihon (jap. 基本), po japońsku: „baza”, „podstawa”, „standard” – termin używany w sztukach walki do określenia zbioru technik podstawowych, zazwyczaj ćwiczonych „w powietrzu”, z udziałem partnera lub bez, często w ruchu.
Wiele szkół walki zaleca trening kihon na każdym treningu i powtarzanie ciosów, kopnięć, bloków, cięć itp. aż do wyczerpania, aby wykształcić tzw. pamięć fizjologiczną (spowodować działania odruchowe i przyzwyczaić mięśnie do właściwego ułożenia).
Techniki kihon dzielą się na kilka podstawowych grup:
- tachi (postawy)
- tsuki (uderzenia)
- keri (kopnięcia)
- uke (bloki)
- harai (podcięcia)
- kyūsho ([ucisk na] punkty witalne)